# マーベルランド
『マーベルランド』 (MARVEL LAND) は、ナムコが開発し、日本では1990年2月にアーケードゲームとして稼働した横スクロールアクションゲーム。ナムコのシステム基板「SYSTEM II」の第8弾作品。
キャラクターデザインは、ナムコのアーケードゲームの家庭用移植版や家庭用オリジナルゲーム作品のパッケージイラストを多く手がけたときた洸一が担当している。
家庭用は1991年にメガドライブに移植された他、2009年にアーケード版がWii用ソフトとしてバーチャルコンソールアーケードにて配信。また、2022年にアーケードアーカイブスの1作品としてPlayStation 4版とNintendo Switch版が配信された。
アーケード版はゲーム誌『ゲーメスト』の企画「第4回ゲーメスト大賞」（1990年度）で、大賞5位、ベストアクション賞3位、ベスト演出賞6位、ベストグラフィック賞8位、ベストVGM賞5位を獲得した他、ゲーメストムック『ザ・ベストゲーム』（1991年）では第33位を獲得した。

## 概要
大遊園地・マーベルランドを支配した魔王モウルを倒し、プリンセス・ルクシーと3人の守護妖精を救い出すため、ドラゴン族の王子パコが冒険する横スクロールアクションゲーム。アスレチックアクションゲームとなっており、ファンタジックな世界観、ファンシーで明るいグラフィックやBGM、ナムコならではのかわいらしいキャラクターとは裏腹に、非常に高い難易度を誇っている。

## ゲーム内容

### システム

#### 操作方法
8方向レバー＋1ボタンで操作を行う。
レバー操作で主人公の移動、ボタンでジャンプのみのシンプルな操作体系となっている。ザコ敵は基本的に真上からの踏みつけで倒すが、一部の飛行敵に関しては足場扱いとなっており倒すことができない。また、通常の敵でも踏むとミスとなる敵もおり、さらに特定の攻撃手段でしか倒せないタイプに分かれる。
坂道や屋根などの傾斜のある地形に強い慣性が働いているのが本作の特徴で、上りの地形では歩くのに時間がかかるが、反対に下りの地形では移動すると徐々に加速度がついてダッシュ状態となってジャンプした時の飛距離が大幅に増える（スーパージャンプ）。本作では能動的なダッシュは一切行えず、地形の傾斜を利用した加速によるダッシュや大ジャンプを駆使しなければ越えられないポイントが要所要所に設けられている。道中の左右に動く足場（左右に動く大型ギミックも含む）も同様で、足場の動く方向に合わせてジャンプすることで飛距離が増加する。
全4ワールド、全17エリア構成。残機制・即死制の戻り復活で、特定のチェックポイント通過後にミスした場合はそこが再開地点となる。敵弾・敵本体との接触、制限時間切れで1ミスとなり、残機0でゲームオーバー。コンティニュー設定が店舗設定でオンになっていた場合に限り、コンティニュー時に到達済みのエリアの中から自由に選んで好きなところから再開できる。また、ワールドセレクト設定がONであれば、ゲーム開始時に各ワールドのエリア1の中から任意に開始地点を選ぶことができる。
コンティニュー設定およびワールドセレクト設定の仕様
コンティニューには制限が設けられており、最後に到達したエリアよりも前のエリアを再度プレイした上でゲームオーバーになると、選んだエリアよりも前の到達済みエリアが一覧から消滅し、再度クリアしなければならなくなる（最後に到達したエリアなら何度でも選べる）。
ワールドセレクトはコンティニュー設定と併用が可能で、この場合は上記のコンティニュー時のエリアの出現状況にかかわらず、各ワールドのエリア1のみ常に開放された状態となる。また、初回ゲーム開始時にワールド2以降からプレイ開始した場合、選択したワールドよりも前のワールドはクリア済みとして扱われコンティニュー時に全てのエリアが選択可能な状態となる。

#### 難易度選択
プレイ開始前に以下の難易度を任意に選択する。
EASY
難易度が低い初心者向けモード。
敵の種類・配置がNORMALよりも減少する・敵を倒すためのギミックが一部増えているなどの緩和措置が施されている。道中も短縮されており、プレイできるのはワールド1の全4エリア、2-1、2-3および4-4（前半部まで）のみの全7面。これに伴い、ワールドクリア時に入手するアイテムであるトライデントスターはワールド2・3で手に入る分だけ最初から所持した状態で始まる。また、ワールド1のボス戦がワールド2のものにさし変わる他、4-4後半の真剣勝負におけるモウルの攻撃時の挙動が若干異なりNORMALよりも回避し易くなっている。
難易度を抑える代わりに面クリア時の各種ボーナス点がノーマルモードの半分に減少し、エンディングはザコキャラクター紹介のみの短縮版となる。
EASYモード選択時のランクインではモード別にスコアが分けられることなくNORMALモードを選択したプレイヤーと同列に扱われるが、全面クリア時におけるランクイン時の到達エリア表記は「END」で固定となる。
NORMAL
標準モード。
ワールド1（全4エリア）、ワールド2（全5エリア）、ワールド3（全4エリア）、ワールド4（全4エリア）の計17ステージ全てをプレイでき、面クリア時の各種ボーナス点がEASYの倍になる。エンディングはキャラクター紹介からスタッフロールまで含めた完全版となる。
全てのステージをクリアできればネームエントリー時の到達クリア表記は「ALL」、4-4後半の脱出面（後述）をクリア失敗した場合はEASYと同様に「END」となる。

### アイテム
パワーアップアイテムおよびスコアアイテムはステージ中に置いてある宝箱、あるいは横から押すことで動かせるゴミ箱から手に入る。また一部、分身で破壊可能な地形の中に隠されているものもある。
シューズ
赤いブーツの絵が描かれたパネル。傾斜のある足場や凍っている足場、動く足場の上で移動する際に滑りにくくなる。既に持っている時には1000点のホットドッグに変わる（地形を破壊した時に出現するブーツはホットドッグには変わらない）。
ウイング
ドラゴンの翼の絵が描かれたパネル。一定時間ジャンプ力が大幅に上がり、ジャンプボタンを連打することにより落下速度を遅くすることができる。取らなければ通過できない場所には必ず設置してある。
既に取得している状態でウィングの入った宝箱を開けると中身が1000点のホットドッグに変わる（この現象が起きるのは近い距離で複数のウイングが出現する3-4後半のみ）。
分身
パコの顔の絵が描かれたパネル。自機の背後に青色の分身が5体現れる。分身はパコの動きに若干遅れる形で追随して動き、レバー上下操作で振り回すことができる。振り回した分身を敵に当てて攻撃したり、アイテムに当てて取ることが可能。敵に攻撃を加えるか、分身が敵本体・敵弾に接触にすることでダメージが蓄積していくようになっており、ダメージを受ける毎に色が青→赤→黄の順に変化し、3回目のダメージで消滅する。左右への移動中は分身が後ろに伸びるが、立ち止まってから左右にレバーを入れると分身を本体のもとへ即座に集めることができる。
出現するステージは限られているが、下記のラッキーアイテムで回復させることによってエリアをまたいで持ち越せる。
ラッキー
赤いアルファベットの「L」が描かれたパネル。所持している全ての分身のバイタリティが回復して青色に戻る。分身がない時に取ると5000点になる。
ドクロ
ジェットコースター面に出現。ドクロの絵が描かれたパネル。いわゆるマイナスアイテムであり、取得時点で最も耐久値の低い分身が一体消滅し、分身が無い場合はシューズが消える。分身もシューズも持っていない場合は何も起きない。
1UP
スペシャルフラッグ。パコが一体増える。
スコアアイテム
シェイク（300点）、アイスクリーム（500点）、ハンバーガー（700点）、ホットドッグ（1000点）、イチゴ（3000点）の5種類。
浮遊シェイク
主に地上エリアで出現する光りながら浮いているシェイクで、取るとシェイクが5個出現する。出現場所は決まっているが、場所によっては決まった手順を踏まないと出ない所がある。
トライデントスター
三叉槍の穂先を模った紋章が刻まれた3つの宝玉。悪を封じ所持者を守るとされるマーベルランドの至宝。
ワールドクリア毎に守護精たちから手渡され、1つ手に入れる毎に画面下の情報欄の右側に手に入れたトライデントスターのアイコンが表示されていく。モウルとの最終決戦時にパコの周囲に浮かんで回転し、モウル本体に接触させることでダメージを与えることができる。レバーの上下で回転半径を調節することが可能。
EASYモードではワールドセレクトの有無を問わず最初からワールド2・3で手に入る分を所持した状態で始まるが、ワールドセレクトONの時にNORMALモードでワールド4からゲームを始めた場合は1つも持たない状態で始まるため丸腰でモウルに挑むことになる。また、NOMARLモードでは1度手に入れたトライデントスターはコンティニュー後も消滅せずに保持される。
アーケード版では全部で3つだが、メガドライブ版ではプリンセス・ルクシーが所持する4つ目のブルートライデントスターが追加されており、エンディングデモの追加シーンで登場する。

#### メガドライブ版のみのアイテム
デビル
取得したエリア内の宝箱の中身が全て敵に変化する。HARDモードでのみ出現。

### ステージギミック
ゴールターゲット
各ワールドのアスレチック面のゴール地点に設置された点数の書かれた巨大な的。大ジャンプして突き破ることでステージクリアとなり、突き破ったところの点数がボーナスとして加算される。最低点は100点、最高点は7650点。
高い位置へジャンプしなくてはならないため、スプラッシャーやフライングカーペットなどのギミックが必ず併設されている（1-1のみ例外でギミックの代わりに上下に動く雲の足場が設置されている）。下記のスプラッシャーを使用する場合、ジャンプの勢いが強くかつ飛ぶ角度が鋭角すぎると的の根元を素通りしてしまう場合がある（この場合、どこも突き破らないので点数は加算されない）。
フライングカーペット
一部のステージのゴールターゲット前に設置された回転遊具。実際のフライングカーペット同様に加減速を繰り返しながら回転しており、右方向への回転に合わせてタイミングよくジャンプすることで的に突進する。
スプラッシャー
左右に振り子運動を繰り返す海賊船型の巨大ブランコ。左右への動きに合わせて自機を移動させつつジャンプすると、タイミングと揺れに応じた勢いで大ジャンプできる。主に一部のエリアのゴール前に大型のものが設置されている他、道中に設置された小型のものもある。
ワールド4-4後半の脱出面の最終地点にも設置されており、これを利用して縦穴に向かって大ジャンプし一定距離まで到達することで完全クリアとなる。
シーソーブロック
一部のステージの水上に設置された大型シーソー。両端に乗ると勢い良く傾く。傾きをうまく調節しながら渡る必要があり、うっかりすると滑り落ちてしまう。
大観覧車
2-4に存在する水没した観覧車。
蒸気船
2-4のゴール前の水場と3-2の道中およびゴール付近に登場する大きな船。
2-4では船上を経由してゴール前のスプラッシャーに移動する。3-2では2隻登場し、一隻目は船の船上を通って進み、2隻目は船内に侵入して進む（船上に入る前の地点から船室外部の上段にジャンプで登ることでショートカットすることが可能）。
いずれも水上の揺れに合わせて上下左右に大きく揺さぶられており、それに合わせて自機の動きにも強い慣性が働くようになる。
浮き樽
一部のステージの水上に浮いている樽。上に乗って十字キーの左右で移動するが、入力したキーと反対の方向へ動く。
回転魔法陣
地下ステージに存在するギミックで、画面奥で緩やかな速度で回転する魔法陣。足場が取り付けられており魔法陣と連動する形で動いている。
回転迷路
回転魔法陣と似たギミックだが、こちらは円状の盤面にブロックが張り巡らされており、回転によって落とされないよう、回転に合わせてうまく立つ位置を調整しつつ隙間をかいくぐりながらブロックを乗り越えなくてはならない。
砲弾、ボール、タル
画面上に設置された攻撃用のギミック。
砲弾、ボールは壁面に設置されたバネの前に置かれており、これを押し込んで放すことで放出される。ボールは一直線に転がって直線状にいる敵を倒していき、砲弾は着弾地点周囲の一定範囲内にいる敵をまとめて倒すことができる。
タルは特定の地点に置いてあり、推すことで転がっていき当たった敵を押しつぶしていくが、壁に当たると跳ね返る。
まとめて敵を倒すとそれぞれの敵に対して100点、300点、500点、700点、1000点、3000点、5000点、7000点、以下7650点……が入る。
基本点がこれより高い敵を倒すと、その基本から点数の上昇がはじまるため、高得点なものを最初に倒すのがコツとなる

#### メガドライブ版のみのギミック
分身ブランコ
宝玉状の飾りのついたひし形の大きなパネル。ここに分身をひっかけることによりぶら下がりなら振り子運動するようになり、ワイヤーアクションの要領で移動する。
特定エリアのゴールターゲット前や地下エリアのの道中など、これを使わないと移動できない箇所も存在する。
動く床
特定ワールドの地下エリアに存在するベルトコンベアのような見た目の動く床。乗ると自動で横方向へ進む。斜めに設置された床も存在する。
ワープゾーン
各ワールドのエリア間を繋ぐワープの入り口。入り口が扉として明確に見えている場合と、目に見えない形で隠されている場合がある。
移動先は一方通行ではなく、場所によっては前のエリアに戻されるがいずれの場合も自由な行き来が可能で、現在攻略中のワールドよりも先のワールドに通じている入り口もある。
分身ブランコ
宝玉状の飾りのついたひし形の大きなパネル。ここに分身をひっかけることによりぶら下がりなら振り子運動するようになり、ワイヤーアクションの要領で移動する。
特定エリアのゴールターゲット前や地下エリアのの道中など、これを使わないと移動できない箇所も存在する。
動く床
特定ワールドの地下エリアに存在するベルトコンベアのような見た目の動く床。乗ると自動で横方向へ進む。斜めに設置された床も存在する。
ワープゾーン
各ワールドのエリア間を繋ぐワープの入り口。入り口が扉として明確に見えている場合と、目に見えない形で隠されている場合がある。
移動先は一方通行ではなく、場所によっては前のエリアに戻されるがいずれの場合も自由な行き来が可能で、現在攻略中のワールドよりも先のワールドに通じている入り口もある。

### その他
- ワールドクリア後のボーナスステージでは本作以前にアーケードゲームで登場した歴代ナムコキャラクターがナイトパレードのフロートとして背景に出演している。
- カプコン、セガ、任天堂、バンダイナムコエンターテインメントのゲームキャラクターが共演するクロスオーバー作品『PROJECT X ZONE 2:BRAVE NEW WORLD』（2015年）にて、本作のマーベルランドが戦闘MAPとして登場する[10]。

## 設定

### ストーリー
ドラゴン族、妖精族、翼族、地底族を始めとする様々な種族が暮らす光と平和の国「コニーランド」の真ん中に、「マーベルランド」という大遊園地があった。
そこは代々温厚な妖精族によって守られていたが、地底族の魔王モウルは自分よりも力の弱い妖精がマーベルランドを守っていること、そのために自分の支配が地底にしか及ばないことに不満を抱いていた。「マーベルランドを制する者はコニーランドをも制する」という言い伝えに則ってコニーランドを手中に収めようと、モウルは他種族をそそのかして4人の守護精たちをさらわせ、マーベルランドを制圧してしまった。
事態を知ったドラゴン族の王子パコは、モウルを倒して4人の守護精たちを救出すべく単身マーベルランドの中へと乗り込んでゆく。

### ステージ構成

#### ワールド1 花の国
エリア1
花の国の入り口。ゴール前には回転床がある。
エリア2
花の国内部。ゴール前にバイキングがある。
エリア3
3両編成のコースターに乗って進むジェットコースターステージ。車両は青色の1台のみでレールは1本。1周でゴール。もっとも短い。
エリア4
花の精フローリーが捕らえられている城塞。エリア後半では巨大な回転魔法陣が登場。ボス戦はグレートコンドルとの「ポカスカじゃんけん」。EASYモードではヨロイアンコウとの「綱引き」。

#### ワールド2 森と水の国
このワールドのみ、ステージが5つある。
エリア1
エリア前半には水没するゴンドラ、ゴール前にはフライングカーペットがある。
エリア2
森と水の国。ゴール前にはフライングカーペットがある。
エリア3
ジェットコースターステージ。
このステージからレールの数とコースターの台数が増えてルート分岐が発生し、適宜コースターを乗り換えて当たりのルートに入ることでゴールに到着する。
このエリアではレールが2本で車両は青・緑の2台。2周する。
エリア4
森と水の国。エリア後半には水没している観覧車があり、ゴール前には小さな船がある。
エリア5
森と水の精シルフィーが捕らえられている城塞。回転迷路が初登場する他、エリア全体が大きな迷路状となっている。
ボス戦はヨロイアンコウとの「綱引き」。1UPあり。
メガドライブ版でのミニゲームは「風船割り」。3マス×3マス、計9台設置された空気ポンプの中から相手の風船に繋がっているものを見つけ出し、ボタン連打で膨らまして先に割れば勝利。相手の風船を萎ませて妨害できるポンプもある。

#### ワールド3 お菓子と夢の国
エリア1
煙突のある屋根の上を進んでいくエリア。ゴール前にはフライングカーペットがある。
また、この国の水はジュースになっていて、色がオレンジ色になっている。
エリア2
スタート直後には樽乗りがある。この樽に乗っている時は、レバーを入れた方向と逆の方向に進む。その後、小さな蒸気船の船上を経由してゴール前の大きな蒸気船に乗り込み船内を経由してゴールへ進む。
エリア3
ジェットコースターステージ。レールは3本で車両は青・緑・赤の3台。3周でゴール。
エリア4
お菓子と夢の精スウィーティーが捕らえられている城塞。壁や床がケーキとなっている。途中には回転するバースデーケーキやバイキングがある。ボス直前ではウイングを利用して、トゲのある床を少しずつ降りていくことになる。全面中最大の広さを持つ。
ボス戦はプリンセス・ア・ラ・モードとの綱引き。ヨロイアンコウよりも引っ張る力が強くなっている。
メガドライブ版でのボス戦は「絵探し」。4×4マス、計16枚のカードの中からお助けバニーが掲示するカードと同じ絵柄のカードを素早く引き当てる。先に3回見つければ勝利。

#### ワールド4 マーベル城
エリア1
帝国の入り口があるマーベル城に続く道。坂道が多いので走らされることが多くなるが、一面氷の床となっているためミスを誘発しやすい。ゴール前にあるバイキングは、途中が浸水している。城塞とジェットコースター面以外にあったゴールターゲットはこの面が最後。
エリア2
マーベル城の地下に作られた帝国への進入口。時間が短く設定されているので、タイムオーバーになりやすい。ゴール直前に回転魔法陣がある。
エリア3
地下帝国内部。地底を進んでいく。1UPあり。道中に回転床や回転迷路などがある。
エリア4
妖精族の姫にして守護精の長でもある光の妖精ルクシーが捕らえられている最後の城塞。全面中最短の面だが、設置された砲台による激しい攻撃が待ち構える。
最終ボス戦は魔王モウルとのポカスカじゃけんおよび真剣勝負。真剣勝負に勝った時点で残機が残っていた場合、残機ボーナスとして1機につき10万点に変換される（この加点によって残機が増えた場合は、その残機も点数に変換される）。EASYモードプレイ時は真剣勝負に勝った時点でゲーム終了となる。
メガドライブ版でのミニゲームは「モグラたたき」。3マス×3マス、計9個の穴をパコとモウルがランダムで出入りしつつBGMが止まった瞬間に静止し、お互いに隣り合っていた時に相手がいる向きに対して方向キーを入力することで相手を叩く。進行と共に穴が1つずつ塞がれていく。先に3回たたけば勝利。その後はアーケード版同様に真剣勝負へと続く。クリア時の残機ボーナスは削除されており、ルクシー解放のデモが流れた後はラウンドクリア演出をカットしてそのまま脱出面に移行する。
脱出面
崩れ落ちるモウルの城からルクシーを連れて脱出する一発勝負のステージ。クリアすると10万点ボーナス。
前エリアのクリア時点ですべての残機が点数に変換されるため、1回のミスでゲームオーバーとなり、EASYモードと同等の短縮版エンディングが流れてゲーム終了となる。
メガドライブ版ではこの面自体がワールド5として扱われると共に前半エリア・後半エリアの2部構成になっている。残機が残っている限り再挑戦可能が可能で、ミスしたエリアからの再開となる。後半の遊具の船での大脱出シーンはカットされており、ジェットコースターを乗り継いでいくオリジナルの後半面へと続いていく。

## 登場キャラクター
パコ王子（PRINCE PACO / 海外名：TALMIT）
ドラゴン族の王子。本作の主人公。勇敢かつ正義感の強い性格で、守護精たちを救い出してモウルの野望を挫くべく単身マーベルランドに乗り込んだ。
ドラゴン族は空を自由に飛び様々な魔法や火炎攻撃を使えるが、彼はまだ子供なので使える魔法は分身のみで、空を飛ぶことも含めアイテムの力を借りる必要がある。
尻尾、おでこのツノ、小さな翼の生えたこめかみなど、竜の特徴を合わせ持った竜人といった容姿をしている。
名前の由来はラテン語で平和を意味する「PAX」。
ルクシー姫（LUXCIE / 海外名：WONDRA）
光の妖精。妖精族の姫にしてマーベルランドを守護する4人の守護精のリーダー。パコの幼なじみ。
仲間の守護精共々モウルに囚われの身となり、マーベル城の地下に造られた要塞に幽閉されている。
フローリー（FLORRIE / 海外名：FLORA）
花の妖精。マーベルランドの第一エリア「花の国」の守護精で、パープルトライデントスターの持ち主。
シルフィー（SYLPHIE / 海外名：SIRCA）
森と水の妖精。マーベルランドの第二エリア「森と水の国」の守護精で、グリーントライデントスターの持ち主。
スウィーティー（SWEETIE）
お菓子と夢の妖精。マーベルランドの第三エリア「お菓子と夢の国」の守護精で、オレンジトライデントスターの持ち主。
おたすけバニー（おたすけBUNNY / 海外名：BUNNY）
バニースーツに身を包んだ守護精見習い。各ワールドの最終エリアで発生するミニゲーム対決のルール説明と進行役を務める他、初めて分身アイテムを取った時に分身攻撃の説明もしてくれる。
メガドライブ版では新規オープニングデモでパコにマーベルランドの危機を知らせる役回りで登場する他、ワールド2の新規ミニゲーム「風船割り」では、破られた水風船の中身をぶちまけられる人質役として普段よりも頭身の高い姿で登場する。
魔王モウル（KING DEMON MOLE）
地底にしか己の支配が及ばないことに不満を持ち、コニーランド征服の足がかりとしてマーベルランドを乗っ取った地底族の魔王。
空中浮遊と破壊の魔法を自在に操る強力な力の持ち主で、ミニゲーム敗北後の真剣勝負では空中浮遊しつつ手にした杖から強力な光線を浴びせてくる。NORMALモードでは光線を放ちながら左右どちらか横移動するため攻撃範囲がかなり広いが、EASYでは攻撃を放った場所から一切動かないため回避し易くなっている。
先述の通り、ワールド4からゲームを始めた場合、踏みつけ攻撃しかダメージを与える手段がなくなる。
グレートコンドル（GREAT CONDOR）
翼族の長である4本足の巨大なコンドル。フローリーを捕らえ花の国を乗っ取った。
メインキャラクターの中で唯一エンディングのキャラクター紹介には登場せず、メガドライブ版で追加された。
EASYモードでは登場しない。
ヨロイアンコウ（DEMON ANGLE）
水棲族の長である鎧を着込んだアンコウ。シルフィーを捕らえ森と水の国を乗っ取った。
EASYモードではワールド1のボスとして登場する。
プリンセス・ア・ラ・モード（PRINCESS DEMON A LA MODE）
イタズラ好きな種族・夢魔族のボス。名前の通り下半身がプリンのようなかたちとなっている。
元はスウィーティと並ぶ夢の妖精だったが、モウルにそそのかされてスウィーティーを捕らえ、お菓子と夢の国を乗っ取った。
EASYモードでは登場しない。

## 移植版
| No. | タイトル                                      | 発売日                             | 対応機種                      | 開発元 | 発売元     | メディア                                        | 型式                    | 備考               |
| --- | --------------------------------------------- | ---------------------------------- | ----------------------------- | ------ | ---------- | ----------------------------------------------- | ----------------------- | ------------------ |
| 1   | マーベルランド Marvel Land Talmit's Adventure | 1991年6月28日 1991年10月 1992年8月 | メガドライブ                  | ナムコ | ナムコ     | 8メガビットロムカセット                         | T-14093 T-14046 1052-50 |                    |
| 2   | マーベルランド                                | 2009年6月30日                      | Wii                           | ナムコ | ナムコ     | ダウンロード （バーチャルコンソールアーケード） | -                       | アーケード版の移植 |
| 3   | マーベルランド                                | 2022年12月15日                     | PlayStation 4 Nintendo Switch | ナムコ | ハムスター | ダウンロード （アーケードアーカイブス）         | -                       | アーケード版の移植 |

メガドライブ版
- 新規ステージが追加され、ワールド1から3までが全7エリア、ワールド4が6エリアとなると共に、脱出面がワールド5扱いの2エリア構成となり全5ワールド・29面構成となった。脱出面の後半エリアの内容も刷新され、残機ボーナス加算の削除に伴い残機が残っている限り再挑戦できるようになった。脱出面以外のアーケード版初出の既存のエリアにも一部構成の変更が加えられている。
- ボス戦のミニゲームから「綱引き」が削除され、ワールド2以降のミニゲームが全て異なるものに差し替えられた。
- ワールド3までのエリア7をクリアした際のスコア精算のタイミングがボス戦終了後からボスエリアへの入り口に到達した時に変更され、ラウンドクリア演出が挿入されるようになった。また、ワールド4-4のモウルとの真剣勝負勝利後における残機ボーナスと脱出面クリア時のクリアボーナスの加算が削除された。
- 敵キャラクターが新しく追加された。これに伴い、スタッフロールのキャラクター紹介に登場する敵キャラクターの一部が新キャラクターに差し替えられている。
- 「ラッキー」アイテム取得時に分身が1体増えるようになり、最大8体まで増やすことが可能となった。
- 分身を利用したギミック「分身ブランコ」によるワイヤーアクションの要素が追加された。
- 同一ワールド内の別エリア同士を繋ぐワープの扉、動く床のギミックが追加された。
- パスワードコンティニュー制の導入、残機増加条件の緩和、アイテム数の増加など、全体的に難易度を下げる方向で調整されている。
- 取得したラウンド内の宝箱の中身が全て敵に変化する独自のマイナスアイテム「デビル」が追加された（HARDモードのみ出現）。
- 難易度選択が細分化され、アーケード版のEASYに相当する「DIGEST」に加えNORMALの上のレベルの「HARD」が新たに追加された。選択した難易度に応じてスタッフロール後の最終スコア表示画面におけるエンディングメッセージが変化する。
- ネームエントリーは削除され、スタッフロール終了後にエンディングメッセージと共に最終スコアが表示される。
- オープニングデモの追加。エンディングデモに追加シーンが加えられた。
- ワールド2以降のアスレチックステージに専用の新規BGMが追加された。
- ボーナスステージの背景に登場する歴代ナムコキャラクターのフロートが一部新規のものに刷新された。AC版から続投となったフロートにもデザインが変更されたものがある。
- 国内版発売の同年にアメリカと欧州でも発売された。アメリカ版は国内版同様に『Marvel Land』のタイトルで発売[22]され、欧州版は『Talmit's Adventure』のタイトルで発売された。こちらでは国内版を踏襲しつつ難易度が再調整されている他、一部のグラフィックに変更が加わっている[23]

Wii版
- バーチャルコンソールアーケードで配信。現在はサービス終了につきダウンロード不可。

アーケードアーカイブス版（PlayStation 4・Nintendo Switch）
- ゲーム設定ではコンティニュー時に再開するエリアを選択できる「エリアセレクト」、ゲーム開始時にプレイするワールドを選択できる「ワールドセレクト」などが可能。また、こだわり設定ではゲームスピードの調整とエンディングテキストの再現の有無を設定可能。

## スタッフ
アーケード版
- エグゼクティブ・プロデューサー：浅田安彦
- チーフ・プロデューサー：横山茂
- プロデューサー：岡本進一郎、K.MATSUOKA
- チーフ・プログラマー：田中京太
- プログラマー：斎田栄一
- ビジュアル・ディレクター：R.NEKOMOTO
- オリジナル・キャラクター・デザイン：ときた洸一
- ドット・キャラクター・デザイン：金井重憲、木村正則、手島宗之、桑原弘, Y.KIKUCHI
- グラフィック・デザイン：R.NEKOMOTO
- サウンド&ミュージック：石井悦夫
- エクストラ・サンクス：HIROBEE、KAWAGEN、Y.TAKAYANAGI
- サウンド・プログラマー：T.KOBAYASHI
- ボイス・キャスト：稀代桜子
- マーケティング・リサーチ：T.NATSUI
- スケジュール：Y.SETO
- スペシャル・アドバイザー：H.SHIMACHAN、佐藤英治、T.NATSUI
- ツール・サポート：二階堂和行、MINMIN
- ディレクト&ライト：CHITOSE

メガドライブ版
- プロデューサー：YOKO-BOSS
- ディレクター：CHITOSE
- スペシャル・アドバイザー：ケン・ロブ、ジム・カリー
- アレンジ・フォー・MD：SINCHAN、CRAZY HORSE
- アシスタント・プログラム：CATICATI、M.YANAGIYA.UWF
- 音楽：AMU-NYORO、YOSIQUIN（西村善樹）
- キャラクター・デザイン：ANGOLA USAGI、YAMACHAN、LITTLE DRAGON、RED BUNNY
- スペシャル・サンクス：PIPI、MICRO NYAN、AYANOKOHJI、N.ISAKI、HYNEMOS NOTARI

## 評価
アーケード版
ゲーム誌『ゲーメスト』の企画「第4回ゲーメスト大賞」（1990年度）で、読者投票により大賞5位を受賞している。その他に、ベストアクション賞で3位、ベスト演出賞で6位、ベストグラフィック賞で8位、ベストVGM賞で5位、年間ヒットゲームで18位、ベストキャラクター賞ではパコが4位を受賞している。また、1991年にそれまで稼働していたアーケードゲーム全てを対象に行われた『ゲーメスト』読者の人気投票によるゲーメストムック『ザ・ベストゲーム』では33位を獲得している。さらに、巻末の「ビデオゲームフルリスト」の紹介文では、「回転機能が遊園地の乗り物に使われ、グラフィック的に豪快なアクションが楽しめる。幻想的でかわいいキャラが女性客も引き寄せた」とグラフィックやキャラクター造形に関して肯定的なコメントで紹介されている。
メガドライブ版
ゲーム誌『ファミコン通信』の「クロスレビュー」では合計で25点（満40点）、ゲーム誌『メガドライブFAN』の読者投票による「ゲーム通信簿」での評価は以下の通りとなっており、18.41点（満30点）となっている。
| 項目 | キャラクタ | 音楽 | 操作性 | 熱中度 | お買得度 | オリジナリティ | 総合  |
| 得点 | 3.68       | 3.18 | 2.70   | 2.83   | 2.91     | 3.11           | 18.41 |